# Consistório Ordinário Público de 1998
Anunciado em 18 de janeiro de 1998, em 21 de fevereiro de 1998 o Papa João Paulo II criou vinte e dois novos cardeais e publicou o nome de dezenove cardeais eleitores:

## Cardeais Eleitores
| Nº                     | País               | Nome                          | Idade              | Cargo                                                                         | Título ou Diaconia                                          |
| Cardeais eleitores     | Cardeais eleitores | Cardeais eleitores            | Cardeais eleitores | Cardeais eleitores                                                            | Cardeais eleitores                                          |
| ---------------------- | ------------------ | ----------------------------- | ------------------ | ----------------------------------------------------------------------------- | ----------------------------------------------------------- |
| 1                      | Chile              | Jorge Medina Estévez          | 71                 | pró-prefeito da Congregação para o Culto Divino e Disciplina dos Sacramentos  | Cardeal-diácono de São Saba                                 |
| 2                      | Itália             | Alberto Bovone                | 75                 | pró-prefeito da Congregação para a Causa dos Santos                           | Cardeal-diácono de Todos os Santos na Via Appia Nuova       |
| 3                      | Colômbia           | Darío Castrillón Hoyos        | 68                 | pró-prefeito da Congregação para o Clero                                      | Cardeal-diácono de Santíssimo Nome de Maria no Foro Traiano |
| 4                      | Itália             | Lorenzo Antonetti             | 75                 | presidente da Administração do Patrimônio da Sé Apostólica                    | Cardeal-diácono de Santa Inês em Agonia                     |
| 5                      | Estados Unidos     | James Francis Stafford        | 65                 | presidente do Pontifício Conselho para os Leigos                              | Cardeal-diácono de Jesus Bom Pastor em Montagnola           |
| 6                      | Itália             | Salvatore De Giorgi           | 67                 | arcebispo de Palermo                                                          | Cardeal-presbítero de Santa Maria em Ara Coeli              |
| 7                      | Brasil             | Serafim Fernandes de Araújo   | 73                 | arcebispo de Belo Horizonte                                                   | Cardeal-presbítero de São Luís Maria Grignion de Montfort   |
| 8                      | Espanha            | Antonio María Rouco Varela    | 61                 | arcebispo de Madri                                                            | Cardeal-presbítero de São Lourenço em Dâmaso                |
| 9                      | Canadá             | Aloysius Matthew Ambrozic     | 68                 | arcebispo de Toronto                                                          | Cardeal-presbítero de Santos Marcelino e Pedro              |
| 10                     | França             | Jean Marie Julien Balland     | 63                 | arcebispo de Lyon                                                             | Cardeal-presbítero de São Pedro Acorrentado                 |
| 11                     | Itália             | Dionigi Tettamanzi            | 63                 | arcebispo de Gênova                                                           | Cardeal-presbítero de Santi Ambrogio e Carlo                |
| 12                     | Tanzânia           | Polycarp Pengo                | 53                 | arcebispo de Dar-es-Salaam                                                    | Cardeal-presbítero de Nossa Senhora da Salette              |
| 13                     | Áustria            | Christoph Schönborn, O.P.     | 53                 | arcebispo de Viena                                                            | Cardeal-presbítero de Jesus Divino Trabalhador              |
| 14                     | México             | Norberto Rivera Carrera       | 55                 | arcebispo de Cidade do México                                                 | Cardeal-presbítero de São Francisco de Assis na Ripa Grande |
| 15                     | Estados Unidos     | Francis Eugene George, O.M.I. | 61                 | arcebispo de Chicago                                                          | Cardeal-presbítero de São Bartolomeu na Ilha Tiberina       |
| 16                     | República da China | Paul Shan Kuo-hsi, S.J.       | 74                 | bispo de Kaohsiung                                                            | Cardeal-presbítero de São Crisógono                         |
| 17                     | Itália             | Giovanni Cheli                | 79                 | presidente do Pontifício Conselho para a Pastoral dos Migrantes e Itinerantes | Cardeal-diácono de São Cosme e São Damião                   |
| 18                     | Itália             | Francesco Colasuonno          | 73                 | núncio apostólico na Itália                                                   | Cardeal-diácono de Santo Eugênio                            |
| 19                     | Itália             | Dino Monduzzi                 | 75                 | prefeito da Casa Pontifícia                                                   | Cardeal-diácono de São Sebastião no Palatino                |
| In Pectore             |                    |                               |                    |                                                                               |                                                             |
| 20                     | Ucrânia            | Marian Jaworski               | 71                 | arcebispo de Lviv                                                             | Revelado no Consistório Ordinário Público de 2001           |
| 21                     | Letónia            | Jānis Pujāts                  | 67                 | arcebispo de Riga                                                             | Revelado no Consistório Ordinário Público de 2001           |
| Cardeais não-eleitores |                    |                               |                    |                                                                               |                                                             |
| 22                     | Polónia            | Adam Kozłowiecki, S.J.        | 86                 | arcebispo-emérito de Lusaka                                                   | Cardeal-presbítero de Santo André no Quirinal               |

João Paulo II havia anunciado antes a criação do cardeal croata Josip Uhač, secretário da Congregação para a Evangelização dos Povos, mas ele morreu em 18 de fevereiro, três dias antes do consistório.